# 无名烈士墓 (华沙)

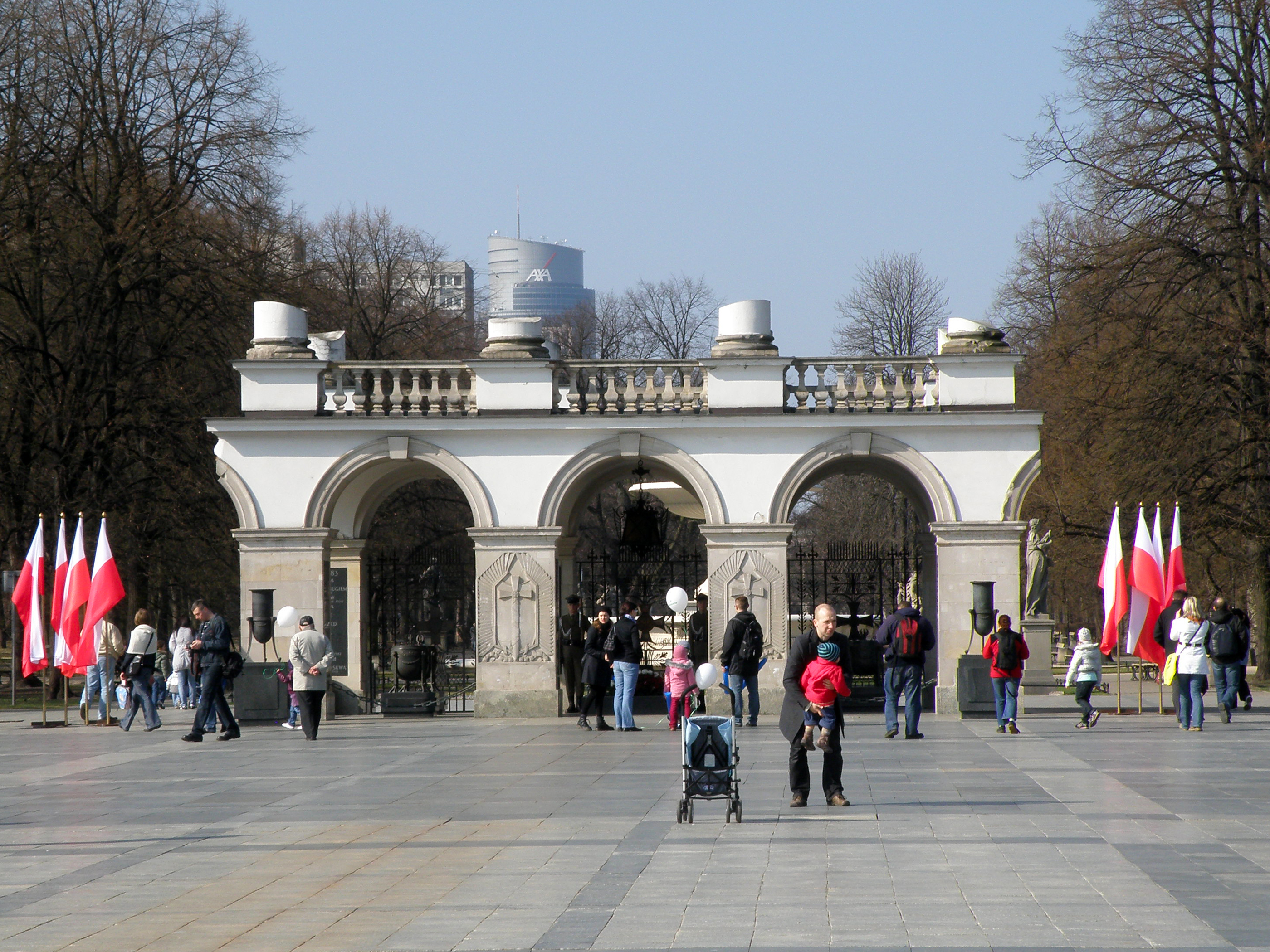

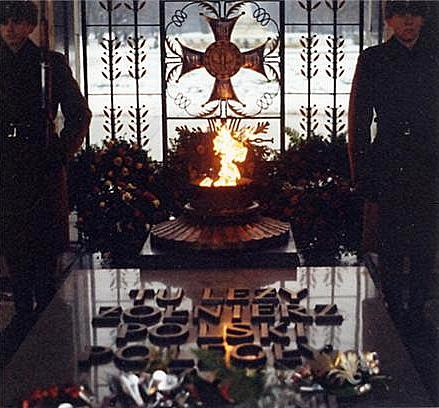

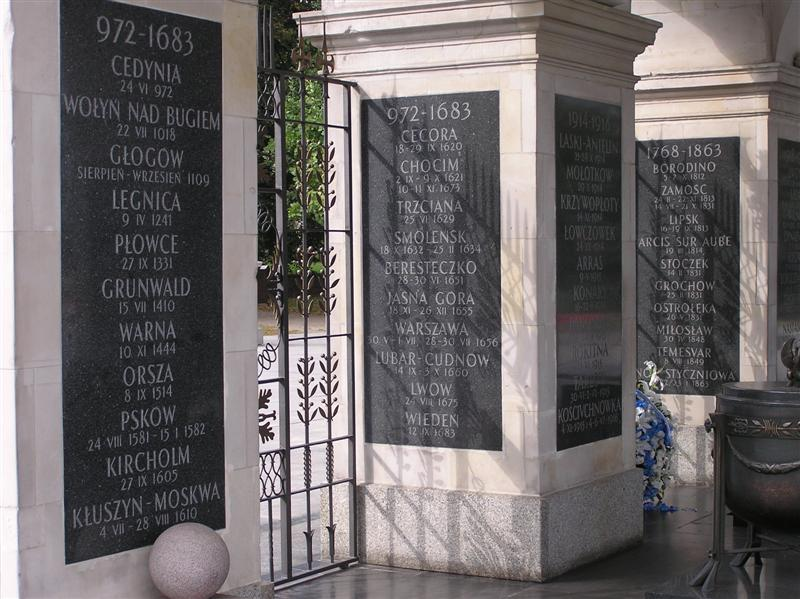

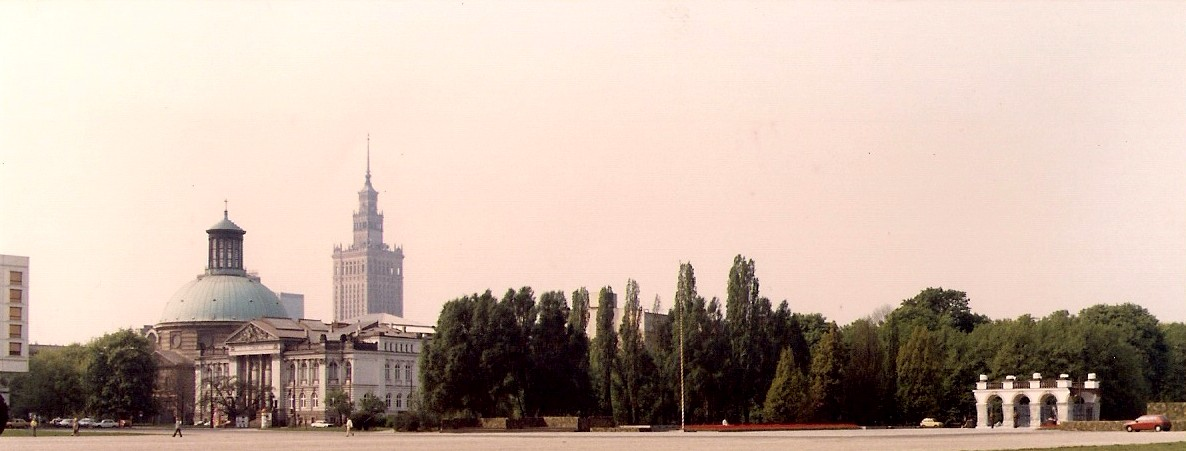
右侧：无名烈士墓；左侧：新教圣三一堂、扎切塔國家美術館；背景：科学文化宫

无名烈士墓 （波蘭語：Grób Nieznanego Żołnierza）是一座位于波兰华沙的長明火，献给为波兰献出生命的无名士兵。它是第一次世界大战后修建的许多此类国家无名烈士墓之一，也是波兰最重要的此类纪念物。
无名烈士墓位于毕苏斯基广场，是萨克森宫唯一幸存的部分。
一年365天，每小时更换一次警卫。

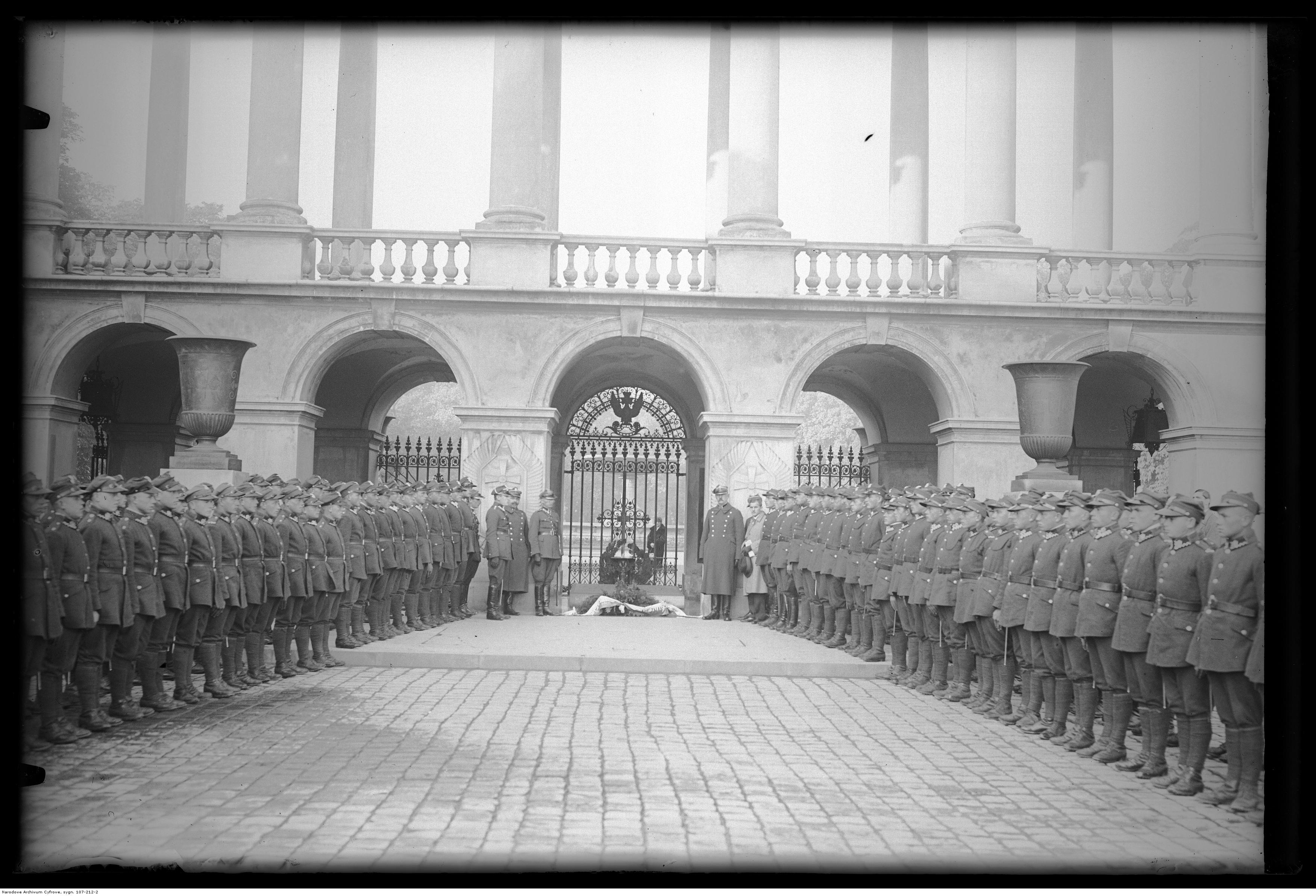
1928年
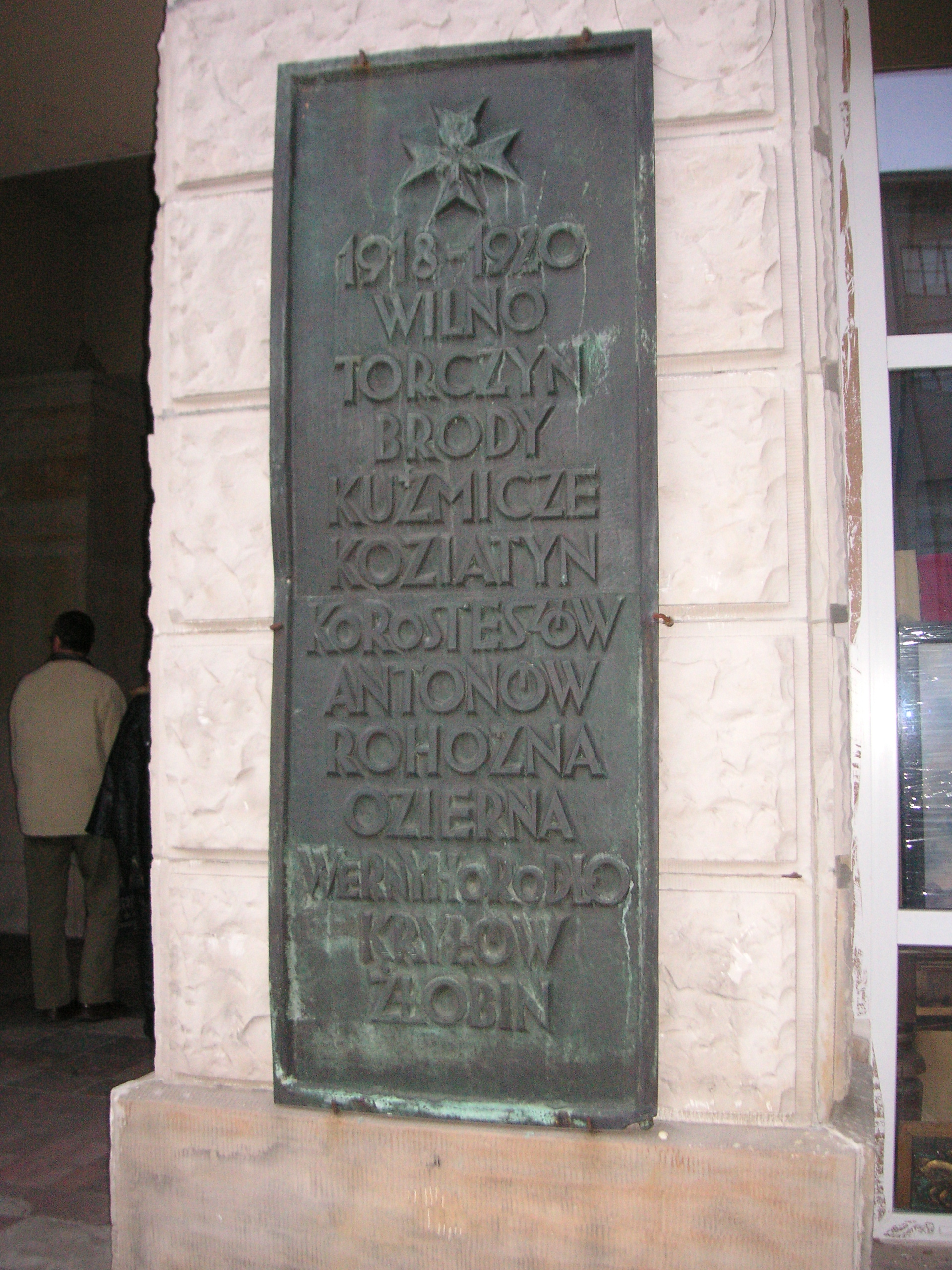
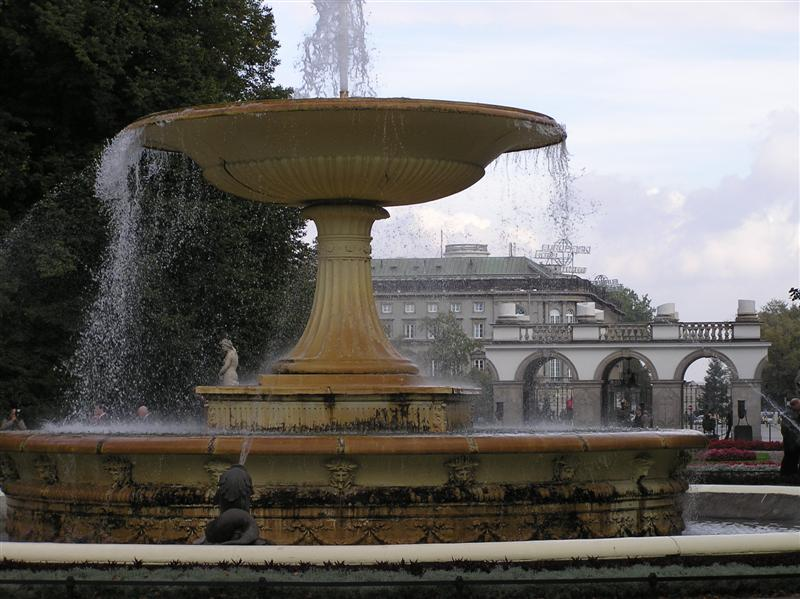
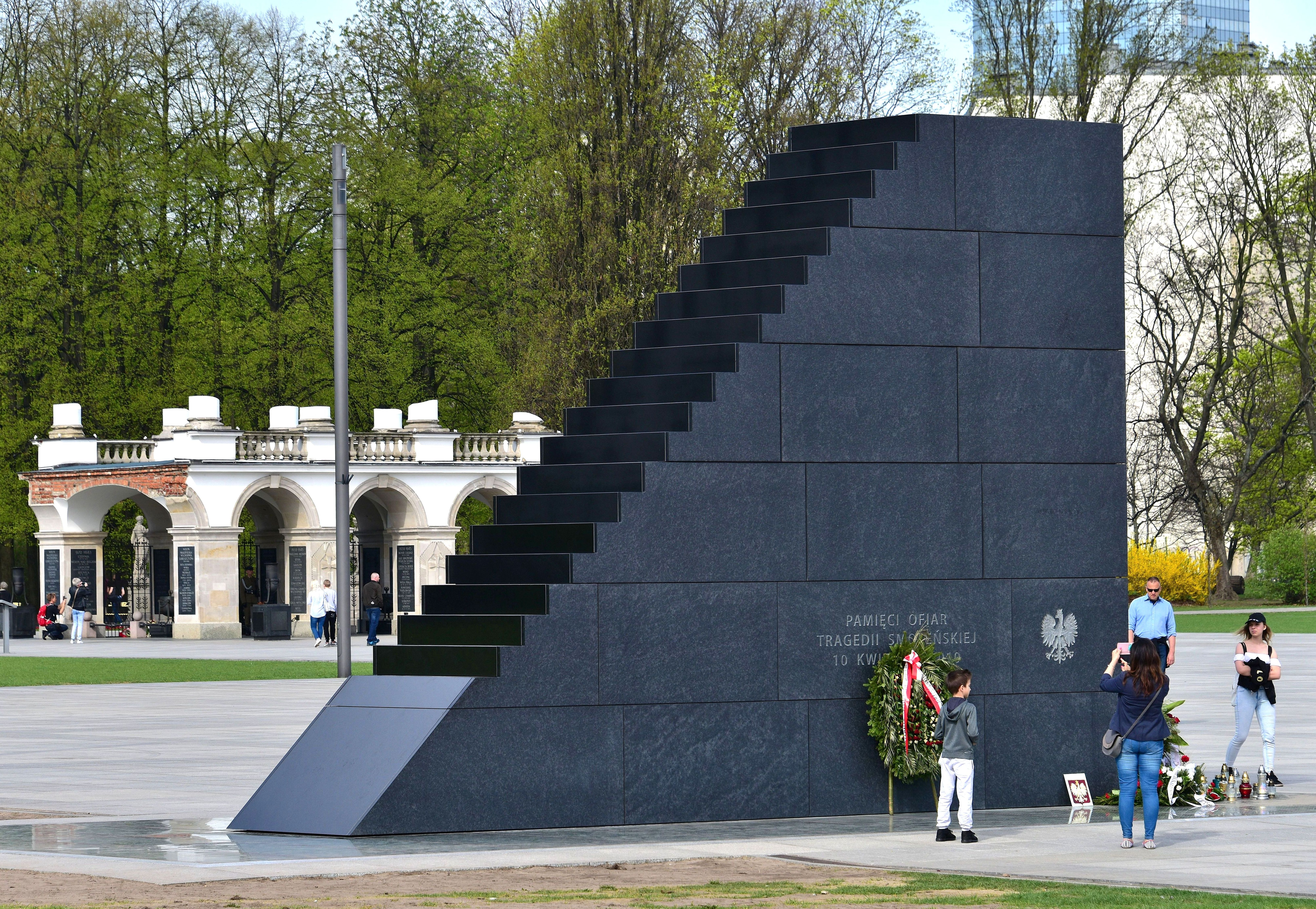
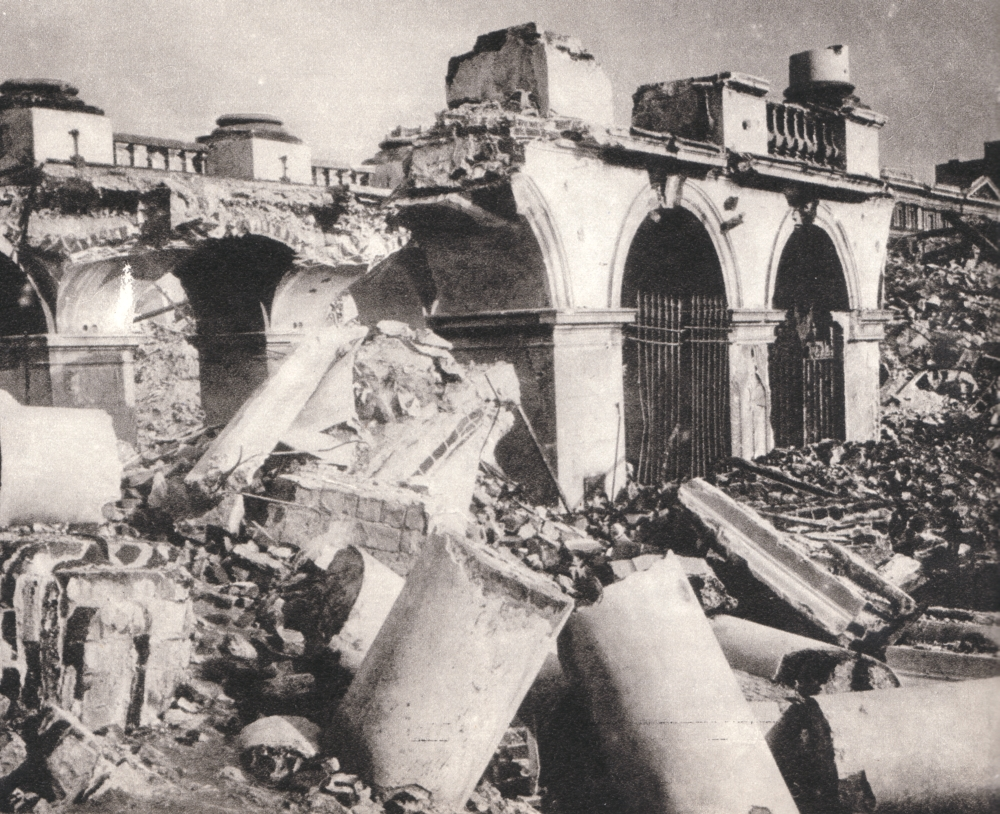
1945年